# خالد فاروقی
خالد فاروقی (زاده: ۱۳۳۲ ولسوالی آرگون، ولایت پکتیکا) سیاست‌مدار افغانستانی و نماینده مردم پکتیکا در دوره پانزدهم مجلس نمایندگان افغانستان است.

## زندگی‌نامه
خالد فاروقی متولد ۱۳۳۲ از ولسوالی آرگون ولایت پکتیکا افغانستان است. وی فارغ‌التحصیل صنف چهاردهم از دارالمعلمین عالی کابل می‌باشد.

## دیگر فعالیت‌ها
- امیر ولایت پکتیا (۱۳۵۴).[۱]
- عضو کمیسیون وزارت دفاع ملی (۱۳۷۲).[۱]
- فرمانده جهادی در پکتیکا.[۱]
- معاون حزب نجات ملی و رئیس حزب اسلامی.[۱]